# Basketball Bundesliga de 2022-23
A Temporada 2022–23 da Basketball Bundesliga (BBL), conhecida oficialmente como easyCredit BBL por razões de patrocinadores, foi a 57ª edição da principal competição de basquetebol masculino na Alemanha. 
O clube berlinense ALBA Berlin é o atual tricampeão nacional quando alcançou o décimo primeiro título da liga.

## Equipes participantes
A competição será disputada por dezoito equipes de dez Estados sendo que o Rostock Seawolves, campeão da 2.Bundesliga ProA substitui o Gießen 46ers, último colocado na temporada 2021-22. A equipe do FRAPORT Skyliners que foi penúltimo colocado e poderia ser rebaixado juntamente com seu rival hessiano, recebeu um convite (Wild CardI) e permanece nesta temporada.
| Clube                         | Arena                 | Localização  |
| ----------------------------- | --------------------- | ------------ |
| ALBA Berlin                   | Arena Mercedes Benz   | Berlim       |
| Basketball Löwen Braunschweig | Volkswagen Halle      | Brunsvique   |
| BG Göttingen                  | Sparkassen Arena      | Gotinga      |
| Brose Bamberg                 | Brose Arena           | Bamberga     |
| EWE Baskets Oldenburg         | EWE Arena             | Oldemburgo   |
| FC Bayern München             | Audi Dome             | Munique      |
| FRAPORT Skyliners             | Fraport Arena         | Francoforte  |
| HAKRO Crailsheim Merlins      | Arena Hohenlohe       | Crailsheim   |
| Rostock Seawolves             | StadtHalle Rostock    | Rostoque     |
| Niners Chemnitz               | Chemnitz Arena        | Chemnitz     |
| Veolia Hamburg Towers         | edel-optics.de-Arena  | Hamburgo     |
| medi Bayreuth                 | Oberfrankenhalle      | Bayreuth     |
| MHP Riesen Ludwigsburg        | MHPArena              | Ludwigsburgo |
| ratiopharm Ulm                | Arena Ulm             | Ulm          |
| Würzburg Baskets              | s.Oliver Arena        | Wurtzburgo   |
| SYNTAINICS MBC                | Stadthalle Weißenfels | Weißenfels   |
| Telekom Baskets Bonn          | Telekom Dome          | Bona         |

|  |                                         |
|  | Promovido da ProA na temporada anterior |

### Equipes por Estados
| Estado                          | Equipe                                                                 |
| ------------------------------- | ---------------------------------------------------------------------- |
| Baden-Württemberg               | - MHP Riesen Ludwigsburg - ratiopharm Ulm - HAKRO Crailsheim Merlins   |
| Baviera                         | - Brose Bamberg - FC Bayern München - medi Bayreuth - Würzburg Baskets |
| Berlim                          | - ALBA Berlin                                                          |
| Baixa Saxônia                   | - Basketball Löwen Braunschweig - BG Göttingen - EWE Baskets Oldenburg |
| Hamburgo                        | - Veolia Hamburg Towers                                                |
| Hesse                           | - FRAPORT Skyliners                                                    |
| Meclemburgo-Pomerânia Ocidental | - Rostock Seawolves                                                    |
| Renânia do Norte-Vestfália      | - Telekom Baskets Bonn                                                 |
| Saxônia                         | - Niners Chemnitz                                                      |
| Saxônia-Anhalt                  | - SYNTAINICS MBC                                                       |

## Temporada regular

### Classificação
Classificação baseada no sítio oficial da BBL.
| Pos. | Clube                    | J  | V  | D  | %    | P+   | P-   | SP   | Classificação          |
| ---- | ------------------------ | -- | -- | -- | ---- | ---- | ---- | ---- | ---------------------- |
| 1    | Telekom Baskets Bonn     | 34 | 32 | 2  | 94.1 | 3042 | 2477 | 565  | Playoffs               |
| 2    | ALBA Berlin              | 34 | 31 | 3  | 91.2 | 3002 | 2615 | 387  | Playoffs               |
| 3    | FC Bayern München        | 34 | 25 | 9  | 73.5 | 2782 | 2563 | 219  | Playoffs               |
| 4    | EWE Baskets Oldenburg    | 34 | 22 | 12 | 64.7 | 2939 | 2825 | 114  | Playoffs               |
| 5    | MHP Riesen Ludwigsburg   | 34 | 19 | 15 | 55.9 | 2957 | 2915 | 42   | Playoffs               |
| 6    | BG Göttingen             | 34 | 19 | 15 | 55.9 | 2902 | 2932 | -30  | Playoffs               |
| 7    | ratiopharm Ulm           | 34 | 18 | 16 | 52.9 | 3029 | 2929 | 100  | Playoffs               |
| 8    | Niners Chemnitz          | 34 | 16 | 18 | 47.1 | 2843 | 2813 | 30   | Playoffs               |
| 9    | Rostock Seawolves        | 34 | 16 | 18 | 47.1 | 2857 | 3021 | -164 |                        |
| 10   | Würzburg Baskets         | 34 | 15 | 19 | 44.1 | 2752 | 2839 | -87  |                        |
| 11   | Brose Bamberg            | 34 | 15 | 19 | 44.1 | 2996 | 3021 | -25  |                        |
| 12   | MLP Academics Heidelberg | 34 | 15 | 19 | 44.1 | 2976 | 3046 | -70  |                        |
| 13   | HAKRO Merlins Crailsheim | 34 | 12 | 22 | 35.3 | 2879 | 3005 | -126 |                        |
| 14   | Basketball Braunschweig  | 34 | 12 | 22 | 35.3 | 2725 | 2829 | -104 |                        |
| 15   | Veolia Hamburg Towers    | 34 | 12 | 22 | 35.3 | 2751 | 2924 | -173 |                        |
| 16   | Syntainics MBC           | 34 | 11 | 23 | 32.4 | 2881 | 3041 | -160 |                        |
| 17   | FRAPORT Skyliners        | 34 | 10 | 24 | 29.4 | 2726 | 2940 | -214 | Rebaixados para a ProA |
| 18   | medi Bayreuth            | 34 | 6  | 28 | 17.6 | 2805 | 3109 | -304 | Rebaixados para a ProA |

fonte:bbl.de

### Confrontos
| Casa\Visitante           | ALB    | BRA    | GOT    | BRO     | EWE    | MUN     | FRA    | HAM    | HAK    | MED     | MHP    | MLP    | NNC    | RAT     | ROS    | WÜR    | SYN     | TEL    |
| ------------------------ | ------ | ------ | ------ | ------- | ------ | ------- | ------ | ------ | ------ | ------- | ------ | ------ | ------ | ------- | ------ | ------ | ------- | ------ |
| ALBA Berlin              |        | 85-78  | 91-78  | 84-67   | 89-81  | 71-76   | 99-74  | 81-78  | 100-77 | 91-83   | 99-91  | 78-70  | 101-91 | 91-79   | 104-79 | 76-47  | 86-60   | 81-76  |
| Basketball Braunschweig  | 90-95  |        | 64-78  | 83-85   | 76-84  | 63-74   | 86-71  | 88-78  | 91-101 | 101-89  | 66-80  | 89-82  | 78-71  | 84-67   | 71-87  | 82-89  | 73-89   | 72-79  |
| BG Göttingen             | 96-95  | 80-79  |        | 95-79   | 106-97 | 83-75   | 82-88  | 71-98  | 92-79  | 100-89  | 87-80  | 87-81  | 68-81  | 101-108 | 92-95  | 82-74  | 96-93   | 60-95  |
| Brose Bamberg            | 80-90  | 83-92  | 95-92  |         | 89-78  | 87-94   | 100-83 | 66-76  | 82-84  | 120-106 | 81-73  | 101-74 | 95-83  | 97-77   | 88-94  | 99-106 | 90-98   | 75-102 |
| EWE Baskets Oldenburg    | 81-89  | 83-73  | 93-75  | 104-95  |        | 88-76   | 87-79  | 94-58  | 94-86  | 76-72   | 93-80  | 75-99  | 83-81  | 81-73   | 99-90  | 77-79  | 108-68  | 76-87  |
| FC Bayern München        | 79-80  | 97-78  | 105-74 | 73-72   | 81-77  |         | 95-89  | 70-89  | 88-77  | 81-68   | 89-72  | 78-89  | 88-74  | 87-80   | 108-76 | 83-73  | 87-66   | 73-77  |
| FRAPORT Skyliners        | 61-79  | 59-61  | 78-75  | 83-100  | 70-77  | 74-83   |        | 97-93  | 72-88  | 107-113 | 92-80  | 82-94  | 89-84  | 82-97   | 101-83 | 86-77  | 71-65   | 61-88  |
| Veolia Hamburg Towers    | 63-83  | 83-92  | 82-91  | 83-88   | 95-96  | 81-78   | 84-70  |        | 77-66  | 86-74   | 77-83  | 90-86  | 81-104 | 65-80   | 81-91  | 96-73  | 91-74   | 72-101 |
| HAKRO Merlins Crailsheim | 85-91  | 93-88  | 77-81  | 101-92  | 82-95  | 107-113 | 84-83  | 92-84  |        | 78-73   | 106-87 | 102-93 | 79-82  | 76-68   | 91-103 | 85-86  | 119-102 | 83-99  |
| medi Bayreuth            | 72-83  | 76-77  | 73-95  | 92-86   | 85-75  | 79-80   | 83-82  | 79-95  | 99-77  |         | 94-108 | 96-102 | 86-102 | 64-80   | 83-92  | 83-99  | 95-84   | 71-94  |
| MHP Riesen Ludwigsburg   | 77-83  | 93-92  | 90-76  | 92-78   | 71-75  | 96-68   | 96-81  | 103-92 | 82-77  | 102-93  |        | 111-87 | 86-79  | 87-84   | 95-102 | 81-78  | 104-100 | 84-80  |
| MLP Academics Heidelberg | 86-94  | 95-79  | 84-74  | 109-100 | 102-94 | 83-87   | 93-90  | 83-87  | 93-82  | 107-101 | 86-100 |        | 74-81  | 96-106  | 78-75  | 93-82  | 109-91  | 74-91  |
| Niners Chemnitz          | 70-76  | 73-83  | 86-87  | 75-88   | 89-91  | 58-79   | 89-76  | 87-80  | 106-94 | 84-77   | 89-80  | 87-78  |        | 92-86   | 69-71  | 81-86  | 98-89   | 79-81  |
| ratiopharm Ulm           | 83-110 | 95-87  | 84-93  | 107-87  | 97-84  | 59-77   | 94-79  | 112-78 | 91-80  | 88-73   | 93-76  | 92-84  | 93-99  |         | 116-86 | 84-91  | 128-122 | 92-101 |
| Rostock Seawolves        | 70-104 | 110-95 | 94-85  | 86-97   | 73-80  | 65-78   | 77-99  | 82-76  | 86-79  | 99-70   | 92-87  | 84-91  | 81-96  | 85-80   |        | 72-76  | 79-77   | 62-77  |
| Würzburg Baskets         | 76-79  | 73-77  | 74-92  | 73-79   | 78-82  | 49-67   | 88-72  | 90-56  | 87-78  | 96-89   | 86-89  | 90-71  | 77-74  | 62-82   | 97-87  |        | 113-117 | 71-96  |
| Syntainics MBC           | 77-87  | 63-59  | 82-93  | 95-99   | 74-102 | 69-82   | 77-79  | 123-80 | 79-69  | 96-83   | 69-66  | 92-85  | 72-76  | 87-91   | 102-78 | 98-83  |         | 74-91  |
| Telekom Baskets Bonn     | 84-77  | 89-78  | 94-85  | 84-76   | 108-79 | 78-68   | 89-66  | 76-66  | 101-83 | 86-42   | 91-75  | 98-65  | 80-73  | 85-83   | 99-71  | 94-73  | 91-57   |        |

Resultados extraídos em easycredit-bbl.de, eurobasket.com ou basketball-bund.net.

## Playoffs

### Quartas de finais
| Time 1                | Série | Time 2                 | 1º Jogo | 2º Jogo | 3º Jogo | 4º Jogo | 5º Jogo |
| --------------------- | ----- | ---------------------- | ------- | ------- | ------- | ------- | ------- |
| Telekom Baskets Bonn  | 3 - 0 | Niners Chemnitz        | 94 - 63 | 95 - 78 | 89 - 83 | -       | -       |
| EWE Baskets Oldenburg | 0 - 3 | MHP Riesen Ludwigsburg | 80 - 90 | 72 - 73 | 72 - 86 | -       | -       |
| ALBA Berlin           | 1 - 3 | ratiopharm Ulm         | 64 - 88 | 91 - 77 | 81 - 93 | 81- 83  | -       |
| FC Bayern München     | 3 - 0 | BG Göttingen           | 87 - 67 | 87 - 85 | 65 - 54 | -       | -       |

### Semifinais
| Time 1               | Série | Time 2                 | 1º Jogo | 2º Jogo | 3º Jogo   | 4º Jogo | 5º Jogo |
| -------------------- | ----- | ---------------------- | ------- | ------- | --------- | ------- | ------- |
| Telekom Baskets Bonn | 3 - 0 | MHP Riesen Ludwigsburg | 80 - 71 | 94 - 65 | 82 - 73   | -       | -       |
| ratiopharm Ulm       | 3 - 0 | FC Bayern München      | 87 - 69 | 93 - 88 | 104 - 102 | -       | -       |

### Finais
| Time 1               | Série | Time 2         | 1º Jogo | 2º Jogo  | 3º Jogo  | 4º Jogo | 5º Jogo |
| -------------------- | ----- | -------------- | ------- | -------- | -------- | ------- | ------- |
| Telekom Baskets Bonn | 1 - 3 | ratiopharm Ulm | 73 - 79 | 104 - 75 | 84 - 112 | 70 - 74 | -       |

| easyCredit BBL 2022-23 Campeões |
| ------------------------------- |
| ratiopharm Ulm 1º Título        |

## Equipes rebaixadas para a 2.Bundesliga
- medi Bayreuth[8]
- Frankfurt Skyliners[9]

## Top Four BBL Pokal - Oldemburgo 2023
|  | Meias-finais      | Meias-finais           | Meias-finais |    |         | Final             | Final | Final |
|  |                   |                        |              |    |         |                   |       |       |
|  | Baviera           | FC Bayern München      | 83           |    |         |                   |       |       |
|  | Berlim            | ALBA Berlin            | 77           |    |         |                   |       |       |
|  |                   |                        |              |    | Baviera | FC Bayern München | 90    |       |
|  |                   | Baixa Saxônia          | EWE Baskets  | 78 |         |                   |       |       |
|  | Baixa Saxônia     | EWE Baskets            | 92           |    |         |                   |       |       |
|  | Baden-Württemberg | MHP Riesen Ludwigsburg | 86           |    |         |                   |       |       |

| Magenta Sport BBL Pokal 2022-23 Campeões |
| ---------------------------------------- |
| FC Bayern München 4º Título              |

MVP do TOP FOUR:  Nick Weiler-Babb

## Clubes alemães em competições europeias
| Clube                  | Competição        | Resultado                                                                                |
| ---------------------- | ----------------- | ---------------------------------------------------------------------------------------- |
| FC Bayern              | EuroLiga          | Eliminado - como 15º colocado na Temporada Regular com 11 vitórias e 23 derrotas.        |
| Alba Berlin            | EuroLiga          | Eliminado - como 16º colocado na Temporada Regular com 11 vitórias e 23 derrotas.        |
| ratiopharm Ulm         | EuroCopa          | Eliminado - nos Play offs de quartas de finais para Türk Telekom por (76 - 86)           |
| Hamburg Towers         | EuroCopa          | Eliminado - nas oitavas de finais para BC Prometey (79 - 87)                             |
| MHP Riesen Ludwigsburg | Liga dos Campeões | Eliminado - "Play-ins" para Limoges por 1 - 2 (85 - 81, 62-82, 94-96)                    |
| Telekom Baskets Bonn   | Liga dos Campeões | Campeão                                                                                  |
| Niners Chemnitz        | Liga dos Campeões | Eliminado - Na fase classificatória para Tofas (78-82)                                   |
| Brose Bamberg          | Liga dos Campeões | Eliminado - Na fase classificatória para Benfica (73-87)                                 |
| Brose Bamberg          | Copa Europeia     | Eliminado - Play offs de Oitavas de finais para Kalev/Cramo por 2 - 0 (77 - 80, 67 - 85) |
| BG Göttingen           | Copa Europeia     | Eliminado - Fase Classificatória para Sporting CP (83 - 84)                              |
| Niners Chemnitz        | Copa Europeia     | Eliminado - Segunda Ronda como 3º colocado no Gr. I (3v - 3d)                            |